# Ibn Kabar
Al-Shaykh al-Mu'taman Shams al-Riyâsah ibn al-Shaykh al-Akmal al-As'ad Abû al-Barakât ibn Kabar, ou plus brièvement Abû al-Barakât ibn Kabar (parfois transcrit Ibn Kubr), est un prêtre de l'Église copte, écrivain de langue arabe, mort en 1324.

## Éléments biographiques
Il fut secrétaire du ministre et historien musulman Baybars al-Manșûrî, qu'il aurait aidé à rédiger son grand ouvrage Zubdat al-fikra. En 1300, il fut ordonné prêtre sous le nom de Barsum, et fut affecté à la Mu'allaqah, prestigieuse église copte du Vieux Caire. Nombre de ses sermons en prose arabe rimée ont été conservés. Il échappa à la persécution des chrétiens coptes qui eut lieu en 1321, et mourut peu après.

## Œuvre
Il est principalement connu pour deux ouvrages :
- Al-Sullam al-kabir (La Grande Échelle) est un lexique bohaïrique-arabe, très utilisé et conservé en de nombreux manuscrits. Édité à Rome en 1643, avec une traduction latine, par Athanasius Kircher (Lingua Ægyptiaca restituta, d'après un manuscrit rapporté par Pietro Della Valle), il a joué un rôle important dans la connaissance de la langue copte en Occident.
- Mișbâḥ al-ẓulma wa-îḍâḥ al-khidma (La Lampe des ténèbres et l'illumination du service) est une encyclopédie ecclésiastique composée de vingt-quatre chapitres de différentes longueurs répartis en deux grandes parties : la première (ch. 1 à 6) est consacrée à des matières dogmatiques ou canoniques (ch. 1-2 : théologie ; ch. 3-4 : histoire sainte ; ch. 5 : droit canon ; ch. 6 : exégèse biblique) ; la dernière (ch. 8-24) concerne d'un point de vue liturgique et pratique les fonctions exercées par les différentes catégories du clergé. Entre les deux est intercalé le précieux chapitre 7, unique en son genre dans la littérature copte : intitulé D'éminents chrétiens et leurs écrits, c'est un catalogue des livres chrétiens (des différentes Églises) disponibles à l'époque en langue arabe (par traduction, du grec, du syriaque ou du copte, ou non), depuis les Pères de l'Église jusqu'aux théologiens arabophones récents.

## Éditions
- Wilhelm Riedel (éd.), « Der Katalog der christlichen Schriften in arabischer Sprache von Abū l-Barakāt », Nachrichten der kgl. Gesellschaft der Wissenschaften zu Göttingen, philologisch-hist. Klasse 5, 1902, p. 635-706.
- Eugène Tisserant, « Le calendrier d'Abû l-Barakât » (texte arabe et traduction française), coll. Patrologia Orientalis, n° 49 (t. 10, fasc. 3), Paris, Firmin-Didot, 1915, p. 247-286.
- Louis Villecourt, Eugène Tisserant, Gaston Wiet (éds.), Livre de la lampe des ténèbres et de l'exposition (lumineuse) du service (de l'Église) (texte arabe et traduction française), coll. Patrologia Orientalis, n° 99 (t. 20, fasc. 4), Paris, Firmin-Didot, 1929.
- Samir Khalil Samir (éd.), Ibn Kabar, Abû al-Barakât. Mișbâḥ al-ẓulma fī iḑâḥ al-khidma, 2 vol., Le Caire, Maktabat al-Karuz, 1971-1998.